# 1349 Bechuana
Az 1349 Bechuana (ideiglenes jelöléssel 1934 LJ) a Naprendszer kisbolygóövében található aszteroida. Cyril V. Jackson fedezte fel 1934. június 13-án, Johannesburgban.